# Flugplatz Kyabé

i7
i11
i13
Der Flugplatz Kyabé ist ein öffentlich genutzter Flugplatz bei Kyabé in der Provinz Moyen-Chari, Tschad. Er liegt auf einer Seehöhe von 387 m MSL.
Ein Teil der Start- und Landepiste, welche nicht befestigt ist, dient auch als Straße für Autos. Des Weiteren gibt es nach Stand Juli 2023 keinerlei Fluginfrastruktur abseits der Start- und Landepiste auf dem Flugfeld. Die Piste selbst ist 1800 m lang und 25 m breit und besteht aus Erde und Schotter.
Der Flugplatz besitzt keinen ICAO-Code, TD-0008 dient als Referenzcode. Weiters veröffentlicht das Flugfeld kein METAR und die nächstgelegene Wetterstation ist N’Djamena International Airport, welche 520 km entfernt liegt. Die Fluginformationsregion(FIR) ist N’Djamena.